# Katharina Hagena
Katharina Hagena (Karlsruhe, 20 novembre 1967) è una scrittrice e saggista tedesca.

## Biografia
Katharina Hagena, nata a Karlsruhe nel 1967, ha studiato anglistica e germanistica nelle università di Marburgo, Friburgo e Londra dal 1986 al 1992. Dopo un soggiorno di sei mesi alla James Joyce Foundation di Zurigo, ha conseguito il dottorato nel 1995 con uno studio sull'Ulisse di James Joyce. In relazione a questo, ha lavorato per due anni come lettore del Deutscher Akademischer Austauschdienst o DAAD (servizio tedesco per gli scambi universitari) al Trinity College di Dublino e ha ottenuto poi incarichi d'insegnamento alle università di Amburgo e di Lüneburg.
Dopo la pubblicazione del primo romanzo, lavora come scrittrice indipendente e abita ad Amburgo con la famiglia. Per presentare i suoi libri ha tenuto conferenze e letture in Francia, Norvegia, Regno Unito, Olanda, Finlandia, Lettonia, Cipro e Svizzera, ma anche fuori dall'Europa: in Canada, India e Vietnam. Dal 2015 è patronessa dei Clown della Clinica di Amburgo

## Opere
Nel 2006 ha pubblicato un saggio sul romanzo di Joyce basato sulla sua tesi di dottorato del 1996, Was die wilden Wellen sagen. Der Seeweg durch den Ulysses.
 
Il primo romanzo di Katharina Hagena, Der Geschmack von Apfelkernen, è uscito nel 2008 ed è stato salutato da un grande successo: ha venduto in tutto il mondo oltre un milione e mezzo di copie, è stato tradotto in 28 lingue e adattato per il cinema nel 2013. È la storia di una famiglia della Germania settentrionale, raccontata in frammenti di memoria, nei quali ogni personaggio lotta con i propri ricordi e le proprie dimenticanze. La traduzione italiana, Il sapore dei semi di mela, è uscita nel 2009 presso Garzanti.
 
Il romanzo successivo, Vom Schlafen und Verschwinden, è stato pubblicato nel 2012 e tradotto anch'esso in molte lingue. Il libro racconta una sola notte, in cui la narratrice, inquieta ed insonne, cerca di raggiungere una traccia sepolta sotto molti strati di segreti. La traduzione italiana, col titolo La casa tra i salici, è stata pubblicata da Garzanti nel 2016.
 
Il terzo romanzo, Das Geräusch des Lichts, è uscito nel 2016. Tratta di cinque persone nella sala d'attesa di un neurologo. Una di esse, anche per non dover pensare troppo a sé, decide di raccontare agli altri delle storie, nelle quali tuttavia traspare la sua storia personale.